# Goryphus makassarensis
Goryphus makassarensis là một loài tò vò trong họ Ichneumonidae.